# Frankie Vaughan
Frankie Vaughan, nato Frank Fruim Abelson (Liverpool, 3 febbraio 1928 – High Wycombe, 17 settembre 1999), è stato un cantante e attore britannico.

## Discografia parziale
- 1957 - Happy Go Lucky
- 1958 - Frankie Vaughan Showcase
- 1959 - At the London Palladium (live)
- 1961 - Warm Feeling
- 1965 - My Kind of Song
- 1967 - There Must Be a Way
- 1968 - The Second Time Around
- 1969 - Mr. Moonlight
- 1971 - Double Exposure
- 1972 - Frankie
- 1974 - Frankie Vaughan's Sing Song
- 1975 - Frankie Vaughan Sings
- 1975 - Sincerely Yours
- 1976 - Someone Who Cares
- 1977 - Seasons for Lovers
- 1979 - Music Maestro Please
- 1979 - Moonlight and Love Songs

## Filmografia parziale
- Ramsbottom Rides Again, regia di John Baxter (1956)
- Gli anni pericolosi (These Dangerous Years), regia di Herbert Wilcox (1957)
- Wonderful Things!, regia di Herbert Wilcox (1958)
- The Lady Is a Square, regia di Herbert Wilcox (1958)
- The Heart of a Man, regia di Herbert Wilcox (1959)
- Facciamo l'amore (Let's Make Love), regia di George Cukor (1960)
- Il "dritto" di Hollywood (The Right Approach), regia di David Butler (1961)